# Pseudorabdion torquatum
Pseudorabdion torquatum — вид змій родини полозових (Colubridae). Ендемік Індонезії.

## Поширення і екологія
Pseudorabdion torquatum відомі за трьома зразками, зібраними на півдні острова Сулавесі, в районі міста Макасар, в період до 1845 року.